# Pando (Baum)

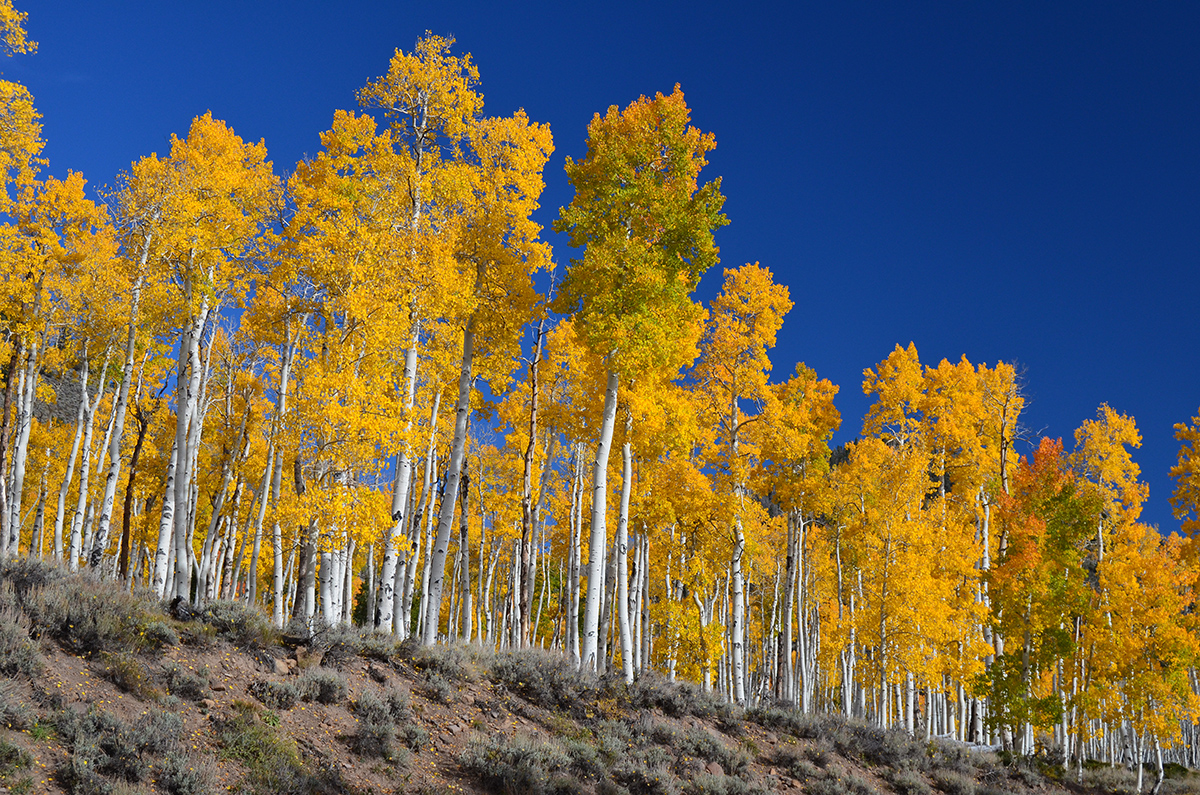
Ein kleiner Teil von Pando im Herbst 2012

Pando (von lateinisch pandere „ausbreiten“) ist eine Klonkolonie der Amerikanischen Zitterpappel (Populus tremuloides) im Fishlake National Forest in Utah, USA, die mit 14.000 Jahren als eines der ältesten und schwersten bekannten Lebewesen der Erde gilt. 
Die Amerikanische Zitterpappel bildet Kolonien, deren Baumstämme über Rhizome miteinander verbunden sind und somit einen einzelnen Organismus bilden. Während einzelne Baumstämme absterben und neue hinzukommen, besteht die Kolonie als Ganzes fort.

## Beschreibung
Pando steht oberhalb des Fish Lake, knapp 50 km südöstlich von Richfield, Utah. Die ganze Klonkolonie (Genet) erstreckt sich über eine Fläche von 43,6 Hektar. Die Anzahl der Stämme beträgt etwa 47.000 und das Gesamtgewicht wird auf etwa 6000 Tonnen geschätzt. Einzelne Bäume werden selten älter als 100 bis 130 Jahre; das Genet ist jedoch weitaus älter. Der National Park Service veröffentlichte eine Schätzung des Alters des Wurzelgeflechts auf 80.000 Jahre, der Wert gilt aber als unhaltbar, da die Region in der Wisconsin-Eiszeit vollvergletschert war und die Wurzelstruktur dies nicht überstehen kann. Der US Forest Service geht von einem Alter unter 14.000 Jahren aus.
Der anthropogene Anstieg der Maultierhirschpopulation ohne natürliche Feinde bedroht die Gesundheit von Pando, da keine jungen Triebe mehr heranwachsen können. Im Jahr 1992 wurde ein kleines Areal, nachdem es gerodet worden war, mit einem 2,4 Meter hohen Zaun geschützt. In diesem Bereich überlebten die nachwachsenden jungen Triebe. Zwischen 2014 und 2021 wurden zwei neue Areale eingezäunt. Die zuverlässige und dauerhafte Einzäunung des gesamten Areals wird aber für ökonomisch nicht machbar gehalten.
Eine im Oktober 2018 veröffentlichte Studie kommt anhand der Vergleiche von Luftbildaufnahmen zu dem Schluss, dass Pando seit 30–40 Jahren nicht weiter gewachsen ist, und sieht Pando daher als akut vom Tod bedroht.

## Forschung
Erstmals wurde Pando 1976 von Jerry Kemperman und Burton Barnes beschrieben. Michael Grant, Jeffrey Mitton und Yan Linhart von der University of Colorado Boulder untersuchten den Klon 1992 erneut und gaben ihm den Namen Pando („ich breite mich aus“). Sie klassifizierten ihn als den nach Gewicht größten Organismus der Welt. Die Biomasse schätzten sie dabei auf 5300 Tonnen. Beide Forscherteams beschrieben Pando aufgrund seiner morphologischen Merkmale als einen sich ungeschlechtlich vermehrenden Organismus. Genetische Probenahmen und Analysen im Jahr 2008 durch Jennifer DeWoody, Carol Rowe, Valerie Hipkins und Karen Mock von der Utah State University und der University of Southampton bestätigten die früheren Analysen und erhöhten die geschätzte Größe des Klons von 43,3 auf 43,6 Hektar. 2018 schlossen Paul Rogers und Darren McAvoy, ebenfalls von der Utah State University, die erste umfassende Bewertung des Zustands von Pando ab und betonten die Wichtigkeit, den Verbiss durch Maultierhirsche einzudämmen, um Pando für die Zukunft zu erhalten. Neben den Espen untersuchten sie 2019 auch die anderen Vegetationsarten in Pando und kamen zu dem Schluss, dass die Wechselwirkungen zwischen Verbiss, der früheren und aktuellen Bewirtschaftung negative Auswirkungen auf die langfristige Widerstandsfähigkeit von Pando haben.

## Nachweise
1. ↑  DeWoody, J.; Rowe, C.A.; Hipkins, V.D.; Mock, K.E.: "Pando" Lives: Molecular Genetic Evidence of a Giant Aspen Clone in Central Utah. In: Western North American Naturalist. 68. Jahrgang, Nr. 4, 2008, S. 493–497, doi:10.3398/1527-0904-68.4.493 (englisch).
2. ↑  Jerry A. Kemperman; Burton V. Barnes: Clone size in American aspens. In: Canadian Journal of Botany. 54. Jahrgang, Nr. 22, 1976, S. 2603–2607, doi:10.1139/b76-280 (englisch).
3. ↑  Genetic Variation and the Natural History of Quaking Aspen, Jeffry B. Mitton; Michael C. Grant: BioScience, Vol. 46, No. 1. (Jan., 1996), pp. 25–31. JSTOR:1312652
4. ↑  BBC World Service - CrowdScience, What’s the Oldest Living Thing? Abgerufen am 24. Dezember 2022 (britisches Englisch).
5. ↑  U.S. National Park Service: Bryce Canyon National Park – Quaking Aspen. Abgerufen am 24. Dezember 2022 (englisch).
6. ↑  Rettet den Pando. In: Süddeutsche.de. 5. November 2018, archiviert vom Original am 5. November 2018; abgerufen am 8. November 2024.
7. ↑  A 14,000-year-old organism is being literally eaten alive by deer. Abgerufen am 26. März 2023 (englisch).
8. ↑  Paul C. Rogers; Darren J. McAvoy: Mule deer impede Pando’s recovery: Implications for aspen resilience from a single-genotype forest. In: PLoS one. 13. Jahrgang, Nr. 10, 2018, S. e0203619, doi:10.1371/journal.pone.0203619 (englisch).
9. ↑  Paul C. Rogers, Jody A. Gale, Darren McAvoy: PANDO’S LESSONS: RESTORATION OF A GIANT ASPEN CLONE. (pdf) Utah State University / www.western-aspen-alliance.org, abgerufen am 7. November 2024 (englisch).
10. ↑  Yessenia Funes: The Biggest Organism on Earth Is Dying, and It's Our Fault. In: Earther. (gizmodo.com [abgerufen am 1. April 2018]).
11. ↑  Jerry A Kemperman, Burton V. Barnes: Clone size in American aspens. In: Canadian Journal of Botany. Band 54, Nr. 22, 15. November 1976, ISSN 0008-4026, S. 2603–2607, doi:10.1139/b76-280 (englisch).
12. ↑  K. E. Mock, C. A. Rowe, M. B. Hooten, J. Dewoody, V. D. Hipkins: Clonal dynamics in western North American aspen (Populus tremuloides). In: Molecular Ecology. Band 17, Nr. 22, 2008, S. 4827–4844, doi:10.1111/j.1365-294X.2008.03963.x (englisch, usda.gov [PDF]).
13. ↑  Michael  C. Grant: The Trembling Giant. Band 14, Nr. 10, Oktober 1993, S. 82–89 (englisch, discovermagazine.com [abgerufen am 8. Mai 2008]).
14. ↑  Jenifer DeWoody, Carol A. Rowe, Valerie D. Hipkins, Karen E. Mock: "Pando" Lives: Molecular Genetic Evidence of a Giant Aspen Clone in Central Utah. In: Western North American Naturalist. Band 68, Nr. 4, 2008, S. 493–497, doi:10.3398/1527-0904-68.4.493 (byu.edu).
15. ↑  Paul C. Rogers, Jan Šebesta: Past Management Spurs Differential Plant Communities within a Giant Single-Clone Aspen Forest. In: Forests. Band 10, Nr. 12, Dezember 2019, S. 1118, doi:10.3390/f10121118 (englisch).

Koordinaten: 38° 31′ 33″ N, 111° 45′ 4″ W